# Saint-Laurent-des-Hommes
Saint-Laurent-des-Hommes é uma comuna francesa na região administrativa da Nova Aquitânia, no departamento Dordonha. Estende-se por uma área de 32,34 km². Em 2010 a comuna tinha 1 033 habitantes (densidade: 31,9 hab./km²).